# Escut de Banyeres del Penedès
L'escut oficial de Banyeres del Penedès té el següent blasonament:
Escut caironat: de sinople, un brancam d'or. Per timbre una corona mural de poble.

## Història
Va ser aprovat el 17 de juny de 1986.
Les banyes són un senyal parlant referent al nom del poble.